# Liste der Biografien/Pev
Liste der Biografien |
Portal Biografien |
Personensuche
# |
A |
B |
C |
D |
E |
F |
G |
H |
I |
J |
K |
L |
M |
N |
O |
P |
Q |
R |
S |
T |
U |
V |
W |
X |
Y |
Z |
?
 
Pa |
Pc |
Pe |
Pf |
Ph |
Pi |
Pj |
Pk |
Pl |
Pm |
Pn |
Po |
Pr |
Ps |
Pt |
Pu |
Pv |
Pw |
Py
 
Pea |
Peb |
Pec |
Ped |
Pee |
Pef |
Peg |
Peh |
Pei |
Pej |
Pek |
Pel |
Pem |
Pen |
Peo |
Pep |
Peq |
Per |
Pes |
Pet |
Peu |
Pev |
Pew |
Pex |
Pey |
Pez
Die Liste der Biografien führt alle Personen auf, die in der deutschsprachigen Wikipedia einen Artikel haben. Dieses ist eine Teilliste mit 27 Einträgen von Personen, deren Namen mit den Buchstaben „Pev“ beginnt.

## Pev

### Peve
- Pevec, Anthony Edward (1925–2014), US-amerikanischer römisch-katholischer Geistlicher; Weihbischof in Cleveland
- Pevec, Katija (* 1988), US-amerikanische Schauspielerin
- Pevel, Pierre (* 1968), französischer Journalist, Schriftsteller und Übersetzer
- Peveling, Antje (* 1988), deutsche Handballspielerin
- Peveling, Barbara (* 1974), deutsche Ethnologin, Autorin und Journalistin
- Peveling, Elisabeth (1932–1993), deutsche Botanikerin
- Peveling, Jan (* 1987), deutscher Handballspieler
- Pevenage, Rudy (* 1954), belgischer Radrennfahrer
- Peverall, John (1931–2009), britischer Filmproduzent
- Peverani, Claudio (* 1964), san-marinesischer Fußballspieler
- Peverel, William († 1114), normannischer Adliger
- Peverel, William, anglonormannischer Adliger
- Peverett, Dave (1943–2000), britischer Blues- und Hard-Rock-Musiker
- Peverley, Cole (* 1988), neuseeländischer Fußballspieler
- Peverley, Rich (* 1982), kanadischer Eishockeyspieler und -funktionär
- Pevernage, Andreas († 1591), franko-flämischer Komponist und Kapellmeister der Renaissance
- Pevernagie, Erik (* 1939), belgischer Maler
- Pevernagie, Louis (1904–1970), belgischer Maler
- Pevestorff, Detlef, deutscher Fußballspieler

### Pevk
- Pevkur, Hanno (* 1977), estnischer Politiker, Mitglied des RiigikoguHanno Pevkur (* 1977)

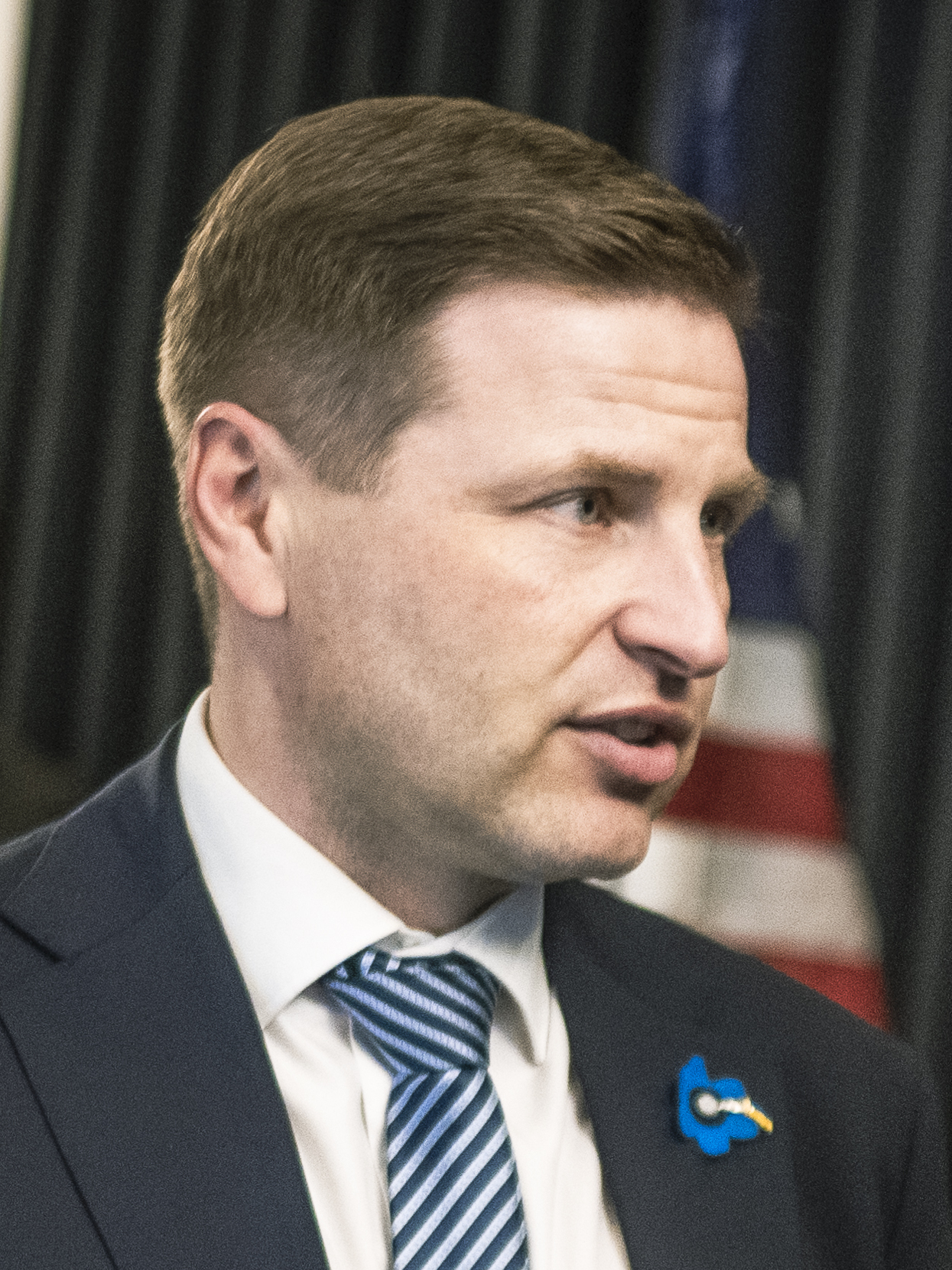
Hanno Pevkur (* 1977)

### Pevn
- Pevney, Joseph (1911–2008), US-amerikanischer Filmregisseur, Schauspieler, Filmproduzent und Drehbuchautor
- Pevnov, Evgeni (* 1989), russisch-deutscher Handballspieler
- Pevny, Wilhelm (* 1944), österreichischer Schriftsteller, Drehbuchautor

### Pevs
- Pevsner, Anton (1884–1962), russischer Maler und Bildhauer
- Pevsner, Nikolaus (1902–1983), deutsch-britischer Kunsthistoriker
- Pevsner, Tom (1926–2014), britischer Filmproduzent

### Pevz
- Pevzner, Pavel, russisch-US-amerikanischer Bioinformatiker